# Uli Veith
Uli Veith ist ein deutscher Dokumentarfilmer, Filmproduzent, Drehbuchautor und Regisseur.

## Werdegang
Nach einem Zeitungsvolontariat und der Arbeit als Kulturredakteur in Münster studierte er ab 1973 Theater-, Film- und Fernsehwissenschaft, Soziologie und Germanistik in Köln und promovierte 1983 an der Universität Osnabrück. Als freischaffender Autor und Regisseur produzierte er Dokumentarfilme für den öffentlich-rechtlichen Rundfunk. Im Jahr 1996 gründete er mit Bernd Wilting das Kölner Filmproduktionsunternehmen Taglicht Media.
Im Rahmen des Zentralen Innovationsprogramms Mittelstand (ZIM) arbeitet Vieth in einer Kooperation mit der Ernst-Abbe-Hochschule Jena an einem Verfahren zur automatischen Annotation von Film- und Videoinhalten (Stand April 2017).

## Auszeichnungen
- 1989: Civis-Preis für Integration für „Roma in Köln“[4]
- 2004: Filmpreis „Lebensuhr“ (undotiert) der Deutschen Gesellschaft für humanes Sterben für „37° - Isoldes letzter Sommer“[5][6]

## Filmografie (Auswahl)
- 2016: Sternenjäger – Abenteuer Nachthimmel, ZDF/Arte
- 2012: Vom Baum zum Blatt – Wie ein Schulheft entsteht, BR[7]
- 2010: Hausfriedensbruch: ein Netzwerk gegen häusliche Gewalt, Arte
- 2009:	Auf Schicht – Ein Leben für Stahl, WDR[8]
- 2008:	Fräulein Stinnes fährt um die Welt, WDR
- 2006: Spuren der Angst – Ermittlungen zum Kindesmissbrauch, Arte
- 2005: Hermines Liste – Die Kinder der unbarmherzigen Schwestern, 3sat/WDR
- 2004: Einzelhaft und Zwangsarbeit – Fürsorgeerziehung in der BRD, WDR
- 2003: 37° - Isoldes letzter Sommer, ZDF[9]
- 2003: Das Vermächtnis
- 2003: Fromme Prügel – Heimkinder brechen ihr Schweigen, WDR
- 2001:	Selbstmord im Niemandsland – Der Fall Naimah Hajar
- 1998: Hier und Heute unterwegs – Das Dorf der starken Mädchen, WDR
- 1997: Rückblende – Vor 40 Jahren: "Samstags gehört Vati mir" – Filmwerbung für die Gewerkschaften.
- 1989: Roma in Köln, WDR
- 1986: Karla Raveh: Lebensstationen einer Lemgoer Jüdin

## Publikationen
- Gewerkschaftliche Medienpolitik und Filmarbeit: am Beispiel des DGB und der IG Metall. Köln, Pahl-Rugenstein, 1984, ISBN 978-3-7609-5175-1